# خونریزی بعد از زایمان

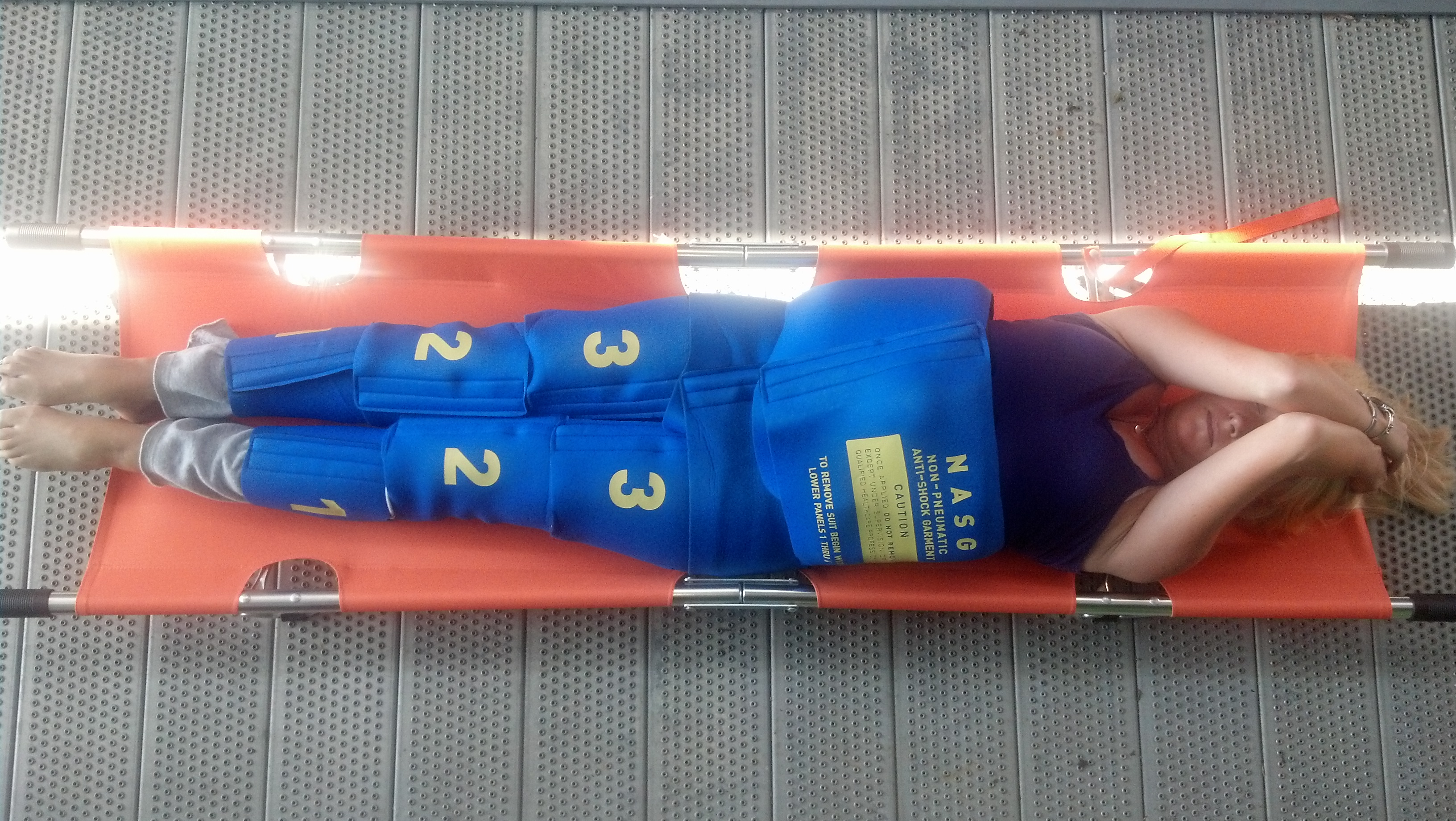
لباس ضد ضربه غیر پنوماتیک (NASG)

خونریزی بعد از زایمان (به انگلیسی: Postpartum bleeding یا postpartum hemorrhage یا PPH) نوشته می‌شود، اغلب به از دست دادن بیش از ۵۰۰ میلی‌لیتر یا ۱۰۰۰ میلی‌لیتر خون در عرض ۲۴ بعد از زایمان گفته می‌شود. برخی همچنین اضافه کرده‌اند که علائم یا نشانه‌هایی از افت حجم خون نیز برای این موقعیت وجود خواهد داشت. علائم و نشانه‌های ابتدایی این مشکل می‌تواند شامل این موارد شود: افزایش تپش قلب، احساس ضعف کردن هنگام ایستادن و نفس نفس زدن. هر قدر خون بیشتری از دست برود، زنان احساس سرما می‌کنند، فشار خون آنها می‌افتد و همچنین ممکن است بی قرار شوند یا هوشیاری خود را از دست بدهند. این وضعیت می‌تواند تا شش هفته بعد از زایمان رخ دهد.
معمول‌ترین عامل این مشکل انقباضات ضعیف رحمی به دنبال زایمان است.  شرایطی که طی آن تمام جفت خارج نشده باشد، پارگی رحم یا لخته شدن خون از جمله عوامل احتمالی دیگر هستند.  این مشکل معمولاً در افرادی از این دست پیش می‌آید: افراد دچار درصد پایین گلبول‌های قرمز خونی، آسیایی، هنگامی که کودک بزرگ بوده یا شخص بیش از یک کودک را به دنیا آورده باشد، دچار مرض چاقی باشند یا سن‌شان بیش از چهل سال سن باشد.  این مشکل همچنین به طور معمول بعد از عمل‌های سزارین، در آنهایی که از دارو استفاده می‌کنند تا سریع شروع شغل و حرفهٔ خود را آغاز کنند و آنهایی که دچار اپی زیاتومی هستند، نیز پدید می‌آید.
پیشگیری از این بیماری عبارت از پایین آوردن میزان عوامل خطری که شامل روندهای احتمالی مرتبط با شرایط می‌شود و همچنین استفاده از داروی اکسی‌توسین که رحم را تحریک کند تا کمی بعد از به دنیا آمدن کودک منقبض گردد.  میزوپرستول نیز می‌تواند هنگام نبود امکانات به جای اکسی‌توسین به کار رود.  درمان این بیماری شامل تزریق مایعات درون‌وریدی، اهدای خون و استفاده از داروی ارگوتامین می‌شود تا در ادامه باعث انقباض رحم گردد.  اگر درمان دارویی جواب ندهد، تلاش برای فشرده کردن رحم با دست ممکن است تأثیرگذار باشد.  با فشار دادن شکم، ممکن است که آئورت نیز فشرده شود.  سازمان بهداشت جهانی استفاده از لباس ضدشوک غیرپنوماتیک را نیز توصیه کرده تا بدین وسیله اقدامات دیگر مانند جراحی قابل اجرا باشد.
در کشورهای در حال توسعه حدود ۱٫۲ زایمان‌ها با خونریزی بعد از زایمان همراه می‌شوند و هنگامی که این مشکل به وجود می‌آید، در ۳ درصد از موارد، زنان می‌میرند. در سراسر دنیا، این بیماری باعث مرگ ۴۴ تا ۸۶ هزار زن در سال می‌گردد که این مسئله آن را به اصلی‌ترین عامل مرگ در طول دوران بارداری تبدیل می‌سازد. حدود ۰٫۴ از میان ۱۰۰ هزار زن در هنگام زایمان به دلیل خونریزی بعد از زایمان در بریتانیا فوت می‌کند، در حالی که این میزان در جنوب صحرای آفریقا، حدود ۱۵۰ نفر از ۱۰۰ هزار زن است.  نرخ مرگ و میر در بریتانیا، حداقل از اواخر دههٔ ۱۸۰۰ به شکل محسوسی کاهش یافته است.